# 세잎클로버 (드라마)
《세잎클로버》는 2005년 1월 17일부터 2005년 3월 14일까지 방송된 SBS 월화 미니시리즈이다.
인기 가수 이효리가 연기자로 TV 드라마에 데뷔한다는 점에서 많은 기대를 모았으나, 시청률은 저조했다. 연출자가 중도에 교체되는 일까지 있었으며, 본래 20부작으로 기획되었다가 결국 16부작으로 조기 종영되었다. 제작은 DSP 엔터테인먼트가 맡았다.

## 줄거리
사고뭉치 오빠를 둔 보일러 공장 여공 강진아는 고교 중퇴 학력에 전과자라는 낙인, 어려운 가정 형편 속에서도 씩씩함을 잃지 않는 인물이다. 어릴 때부터 함께 자란 윤성우와 사귀고 있었지만 미국 유학을 마치고 자신이 다니는 공장의 사장으로 부임해 온 류세형과 알게 되면서 그에게 끌린다.
그러나, 세형에게는 좋은 배경을 가진 약혼녀 박연희가 있다.

## 제작진
- 연출 - 장용우 → 이재원(5회부터)[3]
- 극본 - 정현정, 조현경

## 등장 인물

### 주요 인물
- 이효리 : 강진아 역
- 류진 : 류세형 역
- 김강우 : 윤성우 역
- 김정화 : 박연희 역 (아역: 김유리)
- 이훈 : 강창렬 역 - 진아의 오빠.

### 주변 인물
- 이보희 : 조윤숙 역 - 연희의 어머니. 진아, 창렬의 생모.
- 천호진 : 박 사장 역 - 연희의 아버지.
- 김용림 : 류연자 역 - 세형의 고모.
- 장항선 : 이정만 역 - 공장장.
- 조미령 : 김성실 역 - 공장 작업반장.
- 윤혜경 : 박말희 역 - 진아의 친구.
- 류지선 : 이필두 역 - 세형의 비서.
- 이정용 : 권상우 역 - 경비 반장.

### 특별출연
- 김성은 : 김지현 역 - 진아의 친구.
- 김영옥 : 진아의 할머니 역

## 이모저모
- 4회까지 담당 PD로 참여한 장용우씨는 <세잎클로버>에 앞서 김수현 작가의 소설을 원작으로 한 <눈꽃>을 리메이크할 예정이었으나 무산됐다[4].
- 4회까지 담당 PD로 참여한 장용우, 진아의 오빠 역으로 나온 이훈과 대학 동문[5][6][7]인 성준기가 연출을 맡았던 SBS 도둑의 딸은 전과자 내용[8], 시청률 부진 때문에 조기종영[9]된 것이 <세잎클로버>와 똑같았는데 공장장 역의 장항선은 도둑의 딸 조연이었으며 진아의 오빠로 출연한 이훈은 도둑의 딸 작가 김운경씨가 쓴 서울의 달, 죽도록 사랑해 출연진에 속했다.
- 앞서 본 것처럼 4회까지 담당 PD로 참여한 장용우, 진아의 오빠 역으로 나온 이훈과 대학 동문[10][11][12]인 성준기가 연출을 맡았던 SBS 도둑의 딸은 전과자 내용[13], 시청률 부진 때문에 조기종영[14]된 것이 <세잎클로버>와 똑같았는데 도둑의 딸 조연이었던 조형기는 <세잎클로버>에서 연희의 아버지 역으로 나온 천호진과 함께 도둑의 딸 담당 연출자 성준기 PD가 KBS 시절 마지막으로 연출을 맡은 숨은 그림 찾기[15]에서 공연한 바 있었다.

## 결방 및 연속방송
- 2005년 2월 7일 - 8시 55분부터 설 특선영화 《위대한 유산》 편성으로[16] 《혼자가 아니야》와 동시 결방
- 2005년 2월 8일 - 설 특집 프로그램 편성으로 결방
- 2005년 3월 14일 - 15~16회 연속

## 참고 문헌
- 김진철 기자 (2005년 1월 10일). “SBS 새 드라마 〈세잎 클로버〉 이효리”. 씨네21. 2016년 12월 20일에 원본 문서에서 보존된 문서. 2007년 11월 5일에 확인함.
- 연합뉴스 (2004년 11월 25일). “이효리 “가수데뷔보다 첫 대본연습 더 떨렸다””. 연합뉴스. 2007년 11월 5일에 확인함.[깨진 링크(과거 내용 찾기)]
- 이인경 기자 (2005년 1월 17일). “'여공' 이효리 17일 첫선”. 스포츠한국. 2007년 11월 6일에 확인함.